# OTR-21 Tochka
O OTR-21 Tochka (em russo:  оперативно-тактический ракетный комплекс (ОТР) «Точка»; em português:  Complexo de Mísseis Tático Operacional, "Tochka", ou "Ponto") é um sistema de mísseis balísticos de curto alcance tático. A GRAU lhe da a designação 9K79; já a OTAN o chama oficialmente de SS-21 Scarab.
Seu sistema pode disparar mísseis terra-ar, ogivas nucleares, bombas de PEM ou de fragmentação.